# Limett
Limett, sötcitron (Citrus limetta) är en ostindisk variant av citrus medica med rundad, sötsmakande, icke aromatisk frukt. Fruktväggen används för framställning av limettolja.